# Nikki Reed
Nicole Houston Reed-Somerhalder, detta Nikki (Los Angeles, 17 maggio 1988), è un'attrice statunitense.
Diventa famosa nel 2003, dopo la realizzazione del film Thirteen - 13 anni, appare giovanissima in molti film, inclusi Lords of Dogtown e La prima volta di Niky. Inoltre interpreta Rosalie Hale nell'adattamento cinematografico della serie di libri di Stephenie Meyer, Twilight.

## Biografia

### Infanzia e adolescenza
È nata a Los Angeles, California, figlia di Cheryl Houston, una parrucchiera e Seth Reed, un set designer. Ha un fratello più grande, Nathan. Suo padre è ebreo e sua madre è discendente dei Cherokee e di italiani ; non ha avuto un'educazione religiosa ma, nonostante questo, si definisce ebrea, essendo comunque cresciuta in ambienti di cultura e religione giudaica (ad esempio, suo fratello ha avuto un regolare Bar mitzvah).
I suoi genitori hanno divorziato quando aveva due anni ed è cresciuta con la madre. Ha frequentato la Palms Middle School. Descrive se stessa come "timida e topo di biblioteca", ma a dodici anni diventa ribelle ed emotivamente volubile. A quattordici anni, lascia la casa dei genitori e va a vivere per conto suo; sperimenta inoltre varie droghe e comincia a bere alcool.

### 2002-2004: Il debutto al cinema conThirteen
Nel 2002 Catherine Hardwicke, ex fidanzata del padre con cui aveva mantenuto i rapporti, le propone di scrivere insieme la sceneggiatura per il film Thirteen - 13 anni. Da semplice commedia leggera lentamente la sceneggiatura diventa sempre più emotivamente vera e in un certo senso più oscura, influenzata dalla storia e dal lavoro di Reed, autrice di quasi tutti i dialoghi. Le due terminano la sceneggiatura in sei giorni. Il film segna il debutto come attrice della giovane Reed; durante le prime fasi di realizzazione del film, Reed esprime il desiderio di voler interpretare il ruolo di Tracy, ma le viene affidato quello di Evie, in quanto Evan Rachel Wood aveva già confermato di voler interpretare Tracy.
Il film, realizzato nel 2003, riceve molte critiche positive e viene nominato al Sundance Film Festival e premiato nella categoria "miglior regia di un film drammatico". Ma se da una parte vengono lodate la regia e le interpretazioni delle attrici, dall'altra viene criticato il tema trattato: la pellicola viene accusata di avere una visione generalista sugli adolescenti; molti critici e spettatori ritengono "orribile" l'idea di inserire sesso e droga in un film che vede come protagoniste delle tredicenni.
Dopo la realizzazione del film, appare inoltre nel The Ellen DeGeneres Show, e come presentatrice di molte premiazioni. Dopo il successo di Thirteen, Reed torna alla sua scuola di Los Angeles, ma dopo un anno l'abbandona di nuovo, a causa delle continue critiche dei genitori dei suoi compagni. Decide di studiare da casa e consegue il diploma da privatista.

### 2005-oggi: Il debutto televisivo e il ruolo inTwilight

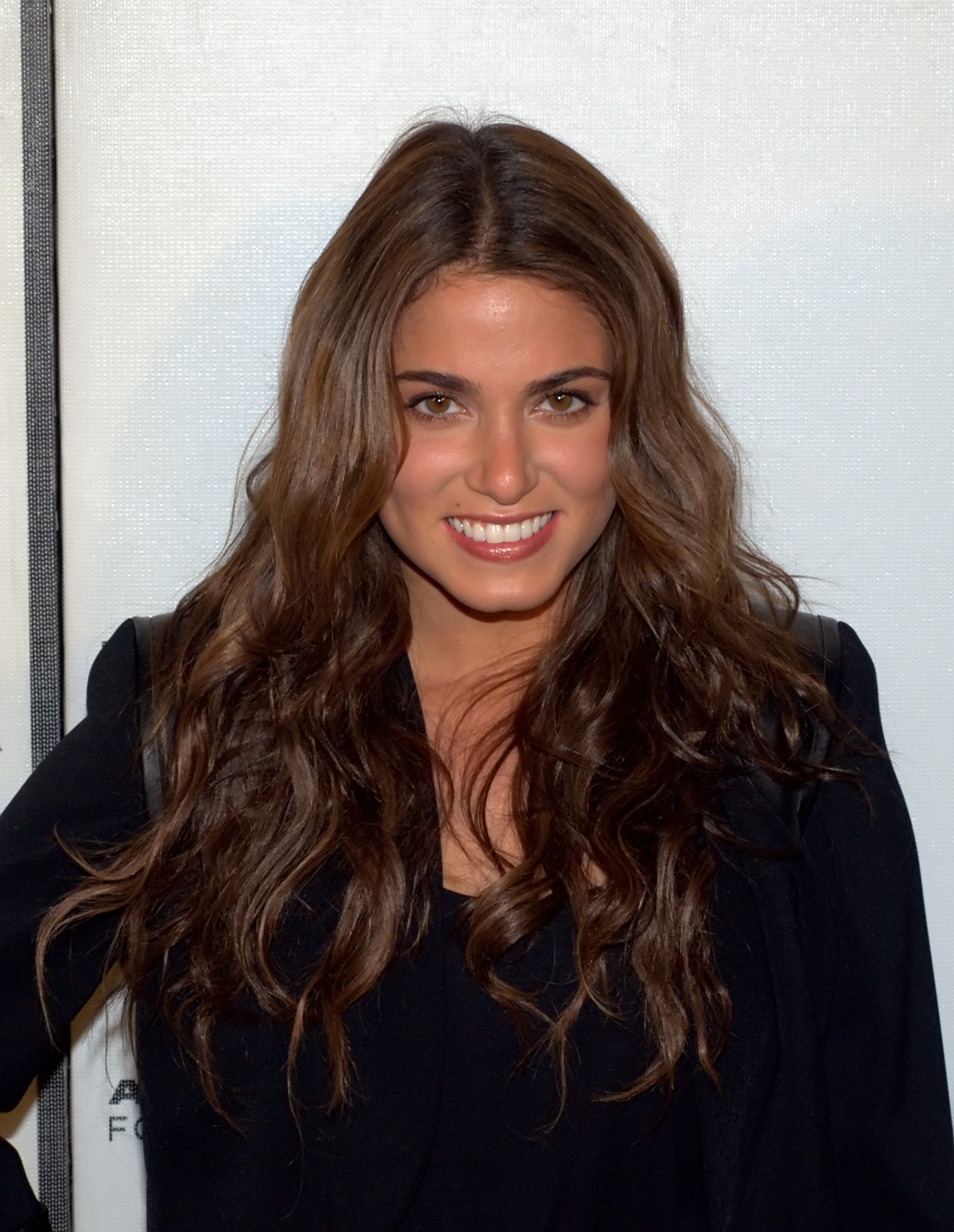
Nikki Reed al Tribeca Film Festival 2010

Nel 2005 partecipa al videoclip di Just Feel Better, nella versione cantata dal frontman degli Aerosmith, Steven Tyler insieme al chitarrista Carlos Santana.
Sulla scia del successo di Thirteen le vengono proposti altri ruoli di giovani trasgressive e teenager sessualmente promiscue, incluso Lords of Dogtown, diretto da Catherine Hardwicke. All'inizio del 2006, appare nella serie The O.C., interpretando Sadie, il nuovo amore di Ryan Atwood. Reed fa notare di non essere d'accordo con la descrizione di se stessa come "trendy e superficiale" che The O.C. promuove, e sottolinea di come la natura del suo personaggio sia stata modificata dai produttori senza il suo consenso.
Un ruolo distintivo è quello ricoperto in La prima volta di Niky, che ha ricevuto una distribuzione limitata negli Stati Uniti nel 2006. Nel film, interpreta una teenager che, attraverso la seduzione, coinvolge il suo patrigno nell'uccisione di sua madre. Reed ha fatto notare che il suo personaggio non «capisce il peso delle conseguenze», e le è piaciuto interpretare qualcuno che, lei descrive come «stupido» e che ha la «bocca da camionista». Il film ha ricevuto critiche miste, registrando un punteggio di 45/100 sul sito Mediacritic.
Il 12 febbraio 2008, viene annunciato il suo ingresso nel cast del film Twilight, diretto da Catherine Hardwicke. Prima di scegliere di interpretare Rosalie in Twilight, doveva interpretare Victoria, una dei tre vampiri cattivi.
Nel 2009 è di nuovo nel cast per il primo sequel del film, The Twilight Saga: New Moon. Nello stesso anno recita nel film Chain Letter (film) e nella serie TV Privileged.
Prosegue anche per il 2010, sempre nel ruolo di Rosalie, in The Twilight Saga: Eclipse, nel 2011 in The Twilight Saga: Breaking Dawn - Parte 1 (per il quale fa promozione, insieme al collega Jackson Rathbone, al Festival internazionale del film di Roma 2011 il 30 ottobre) e nel 2012 con l'ultima parte, The Twilight Saga: Breaking Dawn - Parte 2.

### Vita privata
Il 16 ottobre 2011 si è sposata con il cantante Paul McDonald, da cui ha divorziato nel 2015.
Nel 2015 ha sposato l'attore Ian Somerhalder, con cui ha avuto due figli.

## Filmografia

### Cinema
- Thirteen - 13 anni (Thirteen), regia di Catherine Hardwicke (2003)
- Man of God, regia di Jefery Levy (2005)
- Lords of Dogtown, regia di Catherine Hardwicke (2005)
- American Gun, regia di Aric Avelino (2005)
- La prima volta di Niky (Mini's First Time), regia di Nick Guthe (2006)
- Cherry Crush, regia di Nicholas DiBella (2007)
- Familiar Strangers, regia di Zackary Adler (2008)
- Twilight, regia di Catherine Hardwicke (2008)
- Last Day of Summer, regia di Vlad Yudin (2009)
- The Twilight Saga: New Moon, regia di Chris Weitz (2009)
- Chain Letter, regia di Deon Taylor (2010)
- Privileged, regia di Jonah Salander (2010)
- The Twilight Saga: Eclipse, regia di David Slade (2010)
- The Twilight Saga: Breaking Dawn - Parte 1, regia di Bill Condon (2011)
- Catch .44, regia di Aaron Harvey (2011)
- The Twilight Saga: Breaking Dawn - Parte 2, regia di Bill Condon (2012)
- Empire State, regia di Dito Montiel (2013)
- Pawn, regia di David A. Armstrong (2013)
- Enter the Dangerous Mind, regia di Youssef Delara, Victor Teran (2013)
- Intramural, regia di Andrew Disney (2014)
- In Your Eyes, regia di Brin Hill (2014)
- Il mistero del gatto trafitto (Murder of a Cat), regia di Gillian Greene (2014)
- About Scout, regia di Laurie Weltz (2015)
- Jack Goes Home, regia di Thomas Dekker (2016)
- A Sunday Horse, regia di Vic Armstrong (2016)

### Televisione
- The O.C. – serie TV, 6 episodi (2006)
- Justice - Nel nome della legge (Justice) – serie TV, episodio 1x04 (2006)
- Reaper - In missione per il Diavolo (Reaper) – serie TV, episodio 1x01 (2007)
- Sleepy Hollow – serie TV, 15 episodi (2015-2016)
- V Wars -  serie TV (2019)
- Dollface - serie TV, 1 episodio (2019)

### Sceneggiatrice
- Thirteen - 13 anni (2003)

### Regista
- Andy’s Song (2019)

### Colonna Sonora
- Viaggio verso la libertà, regia di Gren Wells (2014)
- Breaking & Exiting, regia di Peter Facinelli (2018)

## Discografia

### Singoli
- 2012 - All I've Ever Needed (con Paul McDonald)
- 2014 - Fly With You

### Album
- 2014 - I’m Not Falling

## Doppiatrici italiane
Nelle versioni in italiano delle opere in cui ha recitato, Nikki Reed è stata doppiata da:
- Laura Lenghi in Twilight, The Twilight Saga: New Moon, The Twilight Saga: Eclipse, The Twilight Saga: Breaking Dawn - Parte 1, The Twilight Saga: Breaking Dawn - Parte 2
- Federica De Bortoli in Thirteen - 13 anni
- Monica Vulcano in Lords of Dogtown, Il mistero del gatto trafitto
- Chiara Gioncardi in American Gun
- Lara Parmiani in La prima volta di Niky
- Domitilla D'Amico in The O.C.
- Emanuela D'Amico in Sleepy Hollow
- Claudia Pittelli in Catch .44
- Rossella Acerbo in V Wars